# Himna UEFA Lige prvaka
Vidi još: UEFA Liga prvaka
Himna UEFA Lige prvaka, često zvana jednostavno "Liga prvaka" ("Champions League"), je Tony Brittenova adaptacija od Georg Friedrich Händelova "Zadoka". UEFA je 1992. godine angažirala Brittena da aranžira njenu himnu, a to je obavio britanski orkestar Royal Philharmonic Orchestra, dok je pjesmu pjevao zbor akademije St. Martin in the Fields. Himna se pjeva u tri jezika, točnije tri UEFA-ina službena jezika: engleski, njemački i francuski. Pripjev (refren) himne se pjeva prije svake utakmice UEFA Lige prvaka, kao i na početcima i krajevima TV prijenosa natjecanja. Cjelokupna himna traje oko tri minute, a sadrži dva kratka stiha, te pripjev.

## Tekst
| Ce sont les meilleures équipes Sie sind die allerbesten Mannschaften The main event Pripjev: Die Meister Die Besten Les Grandes Équipes The Champions Une grande réunion Eine große sportliche Veranstaltung The main event Ils sont les meilleurs Sie sind die Besten These are the champions Pripjev: (ponavljanje: 2 puta) | Those are the best teams The main event Pripjev: The Champions The best The biggest teams The Champions A big gathering A big sports event The main event They are the best These are the champions Pripjev: (ponavljanje: 2 puta) | Oni su najbolje momčadi Glavni događaj Pripjev: Prvaci Najbolji Najveće momčadi Prvaci Veliko okupljenje Veliki sportski događaj Glavni događaj Oni su najbolji Oni su prvaci Pripjev: (ponavljanje: 2 puta) |

## Vanjske poveznice
- UEFA - Službena stranica